# Hoher Adel
Hoher Adel oder Hochadel bezeichnet in der Regel die Adelsgeschlechter zumindest fürstlichen Ranges (im weiteren Sinne des Begriffes Fürst). Der Hohe Adel ist jedoch kein einheitlich definierter Begriff und unterscheidet sich daher in den einzelnen europäischen Ländern zum Teil erheblich.

## Deutscher Hochadel
Hoher Adel war in den deutschen Ländern bis 1918 ein rechtlicher Begriff und beruhte auf der Deutschen Bundesakte vom 8. Juni 1815 sowie weiteren Beschlüssen des Deutschen Bundes. Die Bestimmung in der Bundesakte ging ihrerseits auf die frühere Reichsstandschaft derjenigen Adelshäuser zurück, die im 1806 untergegangenen Heiligen Römischen Reich deutscher Nation die Landeshoheit über reichsunmittelbare Territorien innehatten. Damit verbunden war die Reichsstandschaft, also Sitz und Stimme im Reichsfürstenrat des Reichstags. Zum Hohen Adel (Hochadel) zählten demnach regierende, ehemals regierende sowie standesherrliche Adelsgeschlechter.
Im Gothaischen Hofkalender (kurz „Gotha“ genannt), der von 1763 bis 1944 erschien und anschließend durch das Genealogische Handbuch des Adels (von 1951 bis 2015) sowie seit 2015 durch das Gothaische Genealogische Handbuch fortgeführt wird, werden in der Bandreihe Fürstliche Häuser
1. alle regierenden (heute zum Teil ehemals regierenden) europäischen Souveräne als „Première Partie – Généalogie des Maisons Souveraines“ (Erste Abteilung) und
2. die mediatisierten fürstlichen Häuser des Heiligen Römischen Reiches als „Deuxième Partie – Généalogie des Maisons seigneuriales médiatisées en Allemagne qui ont les droits d’égalité de naissance avec les maisons souveraines“ (Zweite Abteilung) geführt. Diese besaßen gemäß der Deutschen Bundesakte die Ebenbürtigkeit mit den Häusern der Ersten Abteilung, da auch sie einst – innerhalb des lockeren Reichsverbandes – souverän regiert hatten.
3. Alle übrigen Herzöge und Fürsten in Europa sind in die „Troisième Partie“ (Dritte Abteilung) eingeordnet. Diese Häuser, gelegentlich auch als Titularfürsten bzw. Titularherzöge bezeichnet, gehörten oft zu den ersten Familien ihrer Länder, waren reich und einflussreich, regierten aber kein eigenes Territorium, sondern unterstanden einem Landesherrn. Bezüglich dieser Kategorie ist in den einzelnen Hausgesetzen des jeweils höherrangigen Hauses die Ebenbürtigkeit geregelt.

In der „Ersten Abteilung“ der Bandreihe Fürstliche Häuser des Gotha sind die bis heute regierenden sowie die vormals regierenden europäischen Monarchenfamilien aufgeführt, darunter auch die regierenden Souveräne des Deutschen Bundes (ab 1871 des Deutschen Kaiserreiches) sowie der Österreich-Ungarischen Monarchie, also die beiden Kaiserhäuser Hohenzollern (zugleich Könige von Preußen) und Habsburg-Lothringen (zugleich Könige von Ungarn, Böhmen, Galizien-Lodomerien und Kroatien-Slawonien) sowie die vier weiteren Königshäuser (Bayern, Württemberg, Sachsen, Hannover) und die bis 1918 in Deutschland regierenden großherzoglichen, herzoglichen und fürstlichen Häuser (die sogenannten Bundesfürsten).

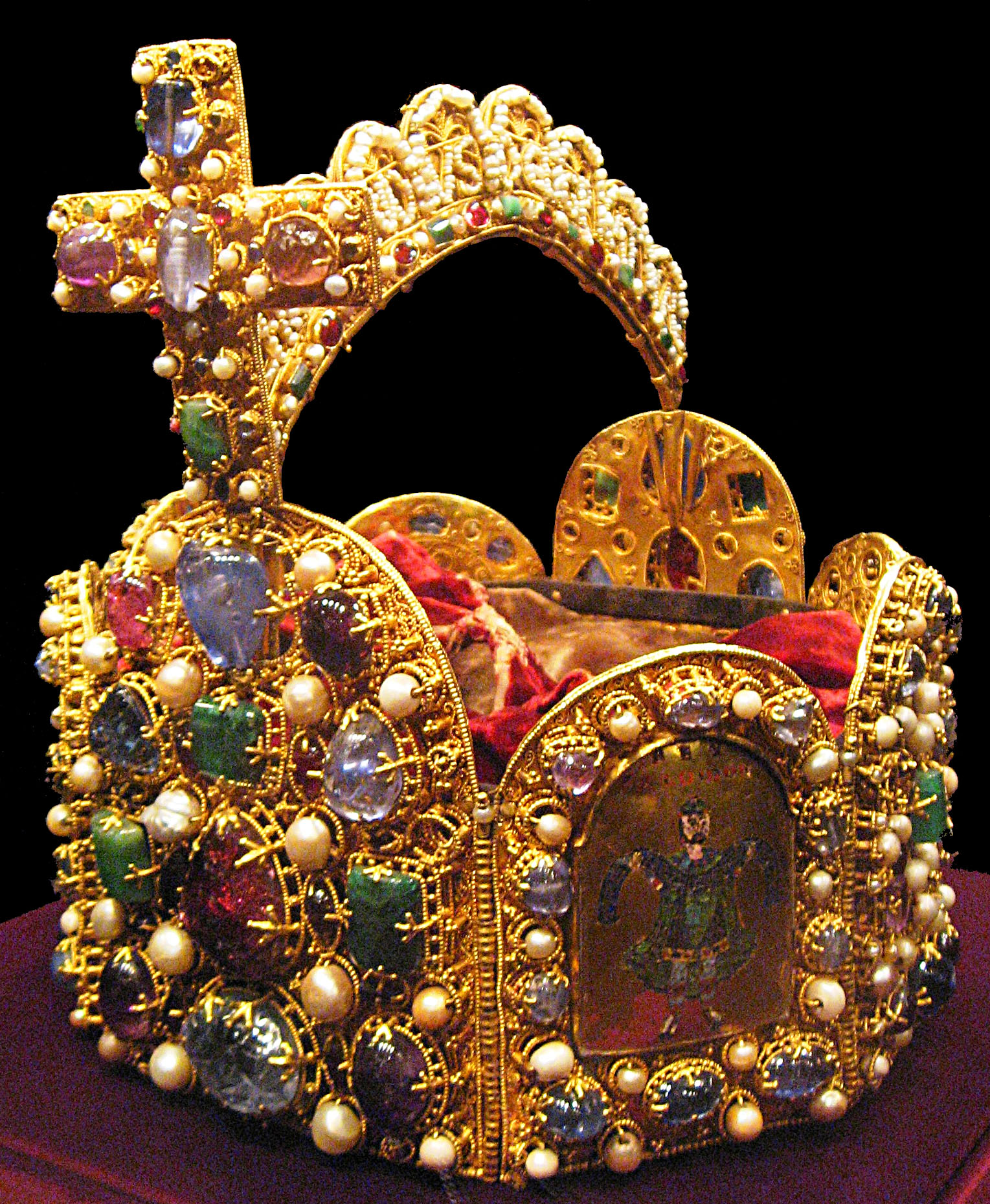
Reichskrone des Heiligen Römischen Reiches

In der Rangfolge nach ihnen kommt die „Zweite Abteilung“ der fürstlichen Häuser, in der sich die Genealogien derjenigen Familien befinden, die in den deutschen und den fremdsprachigen Gebieten des Heiligen Römischen Reiches als weltliche Kleinsouveräne (Herzöge, Reichsfürsten und gefürstete Reichsgrafen) regierten und die im Zuge der Auflösung des Alten Reiches zwischen 1803 (Reichsdeputationshauptschluss), 1806 (Ende des Reichs) und 1815 (Wiener Kongress) durch Mediatisierung ihre staatliche Unabhängigkeit verloren. Da die Häuser der Zweiten Abteilung ihren Status einem bisher einmaligen historischen Vorgang verdanken, gilt die Zweite Abteilung als abgeschlossen.
Das Kriterium der Mediatisierung um 1806 stellt für die einst reichsunmittelbaren Häuser natürlich nur eine Momentaufnahme des frühen 19. Jahrhunderts dar, da viele dieser Dynastengeschlechter schon in früherer Zeit erloschen sind oder auch seit 1815. Andere haben ihre Reichsstandschaft schon vor der Ära der Mediatisierung an benachbarte Großterritorien verloren oder durch Verkauf ihrer reichsständischen Herrschaften aufgegeben. Schon im Mittelalter gab es zahlreiche reichsunmittelbare Grafschaften, Baronien und Herrschaften, die nach der damaligen rechtlichen Gliederung dem vierten Heerschild angehörten (den dritten bildeten die Reichsfürsten, den fünften die Ministerialen). Für die Zuordnung mittelalterlicher Geschlechter, die oft bereits früh erloschen sind, in die jeweiligen Heerschilde verwenden Historiker Indizien wie den Umfang der jeweiligen Herrschaften, die Teilnahme an Turnieren bestimmter Familien, den Zusammenhang von Nennungen in Urkunden sowie das Konnubium mit anderen Familien und damit die Ebenbürtigkeit. Den „regierenden“ Grafen und Herren gelang jedoch erst mit der Erlangung von Sitz und Stimme im Reichstag ab 1495 die institutionelle Festigung ihres Status, sodass man erst danach von einer Reichsstandschaft dieser Häuser spricht. Diejenigen reichsunmittelbaren Geschlechter, deren Herrschaften für die Aufnahme in den Reichstag zu klein waren, schlossen sich daraufhin als Reichsritterschaft zusammen. Der Grafentitel wurde in späterer Zeit vom Reichsoberhaupt auch sehr häufig an adlige Familien verliehen, die nicht reichsständisch waren; die allermeisten gräflichen Häuser zählen daher auch nicht zum Hochadel (und nach 1815 nicht zu den Standesherren mit fürstlichem Rang), sondern – wie die Freiherren und der unbetitelte Adel – zum niederen Adel. Zu ihm zählten auch die – zwar reichsunmittelbaren, aber eben nicht reichsständischen – Reichsritter.
Die Zuordnung der (zu keinem Zeitpunkt regierenden) europäischen Titularfürsten und -herzöge zum hohen (oder niederen) Adel ist nicht ganz eindeutig zu treffen. Allgemeiner Anschauung (und auch der Aufnahme in dieselben Bände des Gotha, die „Fürstlichen Häuser“) entspricht es wohl am ehesten, diese Häuser als „Europäischen Hochadel (dritter Abteilung)“ zu bezeichnen. Der Begriff „Hochadel“ wird allerdings nur in der deutschen Sprache verwendet und hat in den meisten anderen europäischen Sprachen keine direkte Parallele, da dort zumeist nur zwischen souveränen (bzw. vormals souveränen) Häusern sowie Adelshäusern diverser Ränge unterschieden wird. Jedoch waren auch die deutschen Hofrangordnungen insoweit nicht eindeutig, so ging beispielsweise gemäß dem Preußischen Hofrangreglement von 1878 am preußischen Hof im Zweiten Deutschen Kaiserreich ein Titularfürst der Dritten Abteilung einem Grafen der Zweiten Abteilung rangmäßig vor, obgleich er nicht die Ebenbürtigkeit mit den deutschen Häusern der Ersten Abteilung besaß.

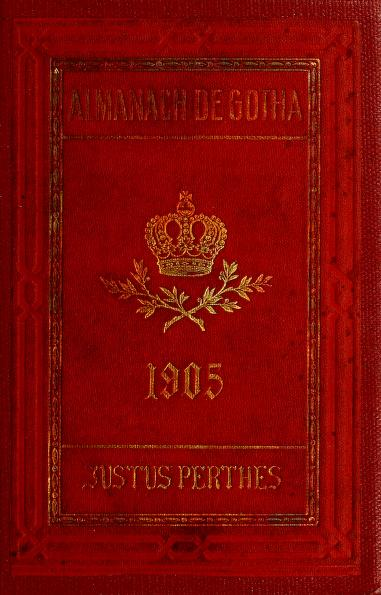
Gothaischer Hofkalender, roter Band: „Fürstliche Häuser“, Jahrgang 1905

Auch der Gotha behandelte die Frage widersprüchlich: Dort wurden ab 1841 die mediatisierten Grafen als eigene Abteilung III der „Fürstlichen Häuser“ geführt, während die mediatisierten deutschen Fürsten, zusammen mit den deutschen und europäischen Titularfürsten und -herzögen, die Abteilung II bildeten. Nach der deutschen Reichsgründung wurden dann ab 1877 die mediatisierten deutschen Fürsten und Grafen, also die einst im „Alten Reich“ regierenden Häuser der „deutschen Standesherren“, als Abteilung II zusammengefasst, um ihre reichsrechtliche Bedeutung hervorzuheben, während die deutschen sowie die ausländischen Titularfürsten in Abteilung III verschoben wurden. Die Begründung dafür – die durch die Deutsche Bundesakte festgestellte Ebenbürtigkeit der „gefürsteten“ Grafen mit den (deutschen) regierenden Häusern – wurde bisweilen als „deutsch-zentrisch“ kritisiert. Auch wurde bemängelt, dass die reichsunmittelbaren Grafen im Alten Reich weder den deutschen noch den europäischen Königshäusern als ebenbürtig gegolten hätten und in ihrem historischen Rang auch hinter vielen der europäischen Titularfürstenhäuser zurückstünden. Die Titel der mediatisierten Häuser wurden denn auch häufig zum Ausgleich für den Verlust der Souveränität um eine Rangstufe erhöht, aus vormals regierenden Grafen wurden dann Titularfürsten. Gleichwohl wurde die 1877 getroffene Einteilung des hohen Adels in die drei so zusammengestellten Abteilungen, auch im Genealogischen Handbuch des Adels und im aktuellen Gothaischen Genealogischen Handbuch, bis heute beibehalten.
In die Dritte Abteilung können all jene Familien neu aufgenommen werden, denen ein Fürsten- oder Herzogstitel neu verliehen wurde. Dabei ist unwesentlich, ob der Titel stets nur von einer Person getragen wird und erst mit dem Tode an den Erben übergeht oder ob alle Familienmitglieder denselben Titel tragen (wie etwa bei russischen Fürsten oder im Haus Wrede).
Neben der Unterscheidung von hohem und niederem Adel gibt es noch das Begriffspaar Uradel – Briefadel, welches nicht auf den Rang, sondern auf das Alter des Adelsstandes abstellt (wobei das entscheidende Kriterium die Standeszugehörigkeit durch Ritterbürtigkeit bereits im Mittelalter oder durch Adelsbrief erst in der Neuzeit ist). Nur wenige Hochadelsgeschlechter gehören dem Briefadel an.
Heraldisch erkennbar ist der Rang einer Familie durch die Rangkrone, die sie über ihrem Wappen führt und bei hochadeligen Familien zusätzlich durch den Wappenmantel. Ebenso sind für die Ränge unterschiedliche Anreden gebräuchlich: Majestät für Kaiser und Könige, Hoheit mit oder ohne Zusätze („Kaiserliche“, „Königliche“, „Großherzogliche“) für die übrigen Mitglieder regierender Häuser, Durchlaucht für Fürsten, Erlaucht für gefürstete Grafen. Voraussetzung zur Zugehörigkeit dieser Häuser war nach den Hausgesetzen in aller Regel die Abstammung von einem dem Hause angehörenden Vater aus ebenbürtiger – also nicht morganatischer – Ehe. Eine weitere Besonderheit des Hochadels ist die Stellung eines jeweiligen Chefs des Hauses als Familienoberhaupt, die auch bei den nicht (mehr) regierenden Häusern den hausgesetzmäßigen Thronfolgeregelungen folgt und ihren Ursprung in der einstigen Regierungsgewalt des Souveräns hat. Sofern dem Haus-Chef oder seinem voraussichtlichen Nachfolger historisch ein Erstgeburtstitel (beispielsweise Fürst oder Erbprinz) zustand, wird dieser vom heutigen amtlichen Familiennamen häufig abweichende Titel in der Öffentlichkeit und im gesellschaftlichen Verkehr meist noch verwendet. In Monarchien – und damit generell im Hohen Adel – spiel(t)en das Hofzeremoniell und die Protokollarische Rangordnung über Jahrhunderte herausgehobene Rollen. Weitere Eigentümlichkeiten sind bis heute das Tragen (und Verleihen) der Hausorden oder besonderer Kleidungsstücke wie der Witwenschneppe.
Das Selbstverständnis regierender oder vormals regierender Königshäuser, nicht Teil des Adelsstandes zu sein, sondern über allen Ständen zu stehen („wir sind nicht adelig, wir adeln…“) und damit das gesamte Volk zu repräsentieren, kommt etwa in den Memoiren Franz von Bayerns zum Ausdruck: „Wir müssen immer für alle da sein. Das klingt jetzt ein bisschen großspurig, aber es ist ein Grundverständnis, und wenn man das aufgibt, läuft man Gefahr, zum Interessenvertreter von Gruppierungen zu werden… Wenn jemand sagt: Du gehörst doch zum Adel, widerspreche ich, da der Adel genauso eine Gruppe des bayerischen Volkes ist wie die Bauern, die Handwerker, die Beamten und alle anderen auch. Wenn ich das Haus Wittelsbach vertrete, muss ich für alle in gleicher Weise da sein.“

## Österreichischer und böhmischer Hochadel
Der Österreichische Adel und der Böhmische Adel unterlagen bis zum Ende des Heiligen Römischen Reiches 1806 denselben Regeln wie der Adel in anderen Teilstaaten des Alten Reichs. Dadurch, dass die römisch-deutschen Kaiser seit Albrecht II. fast immer dem Haus Habsburg angehörten und in Wien oder Prag residierten, erhielt der Adel der habsburgischen Erblande allerdings mehr Rangerhöhungen (Freiherren, Grafen, Fürsten) als der Adel in anderen Teilen des Reichs. Innerhalb der Habsburgermonarchie konnten deren Herrscher darüber hinaus, in ihrer Eigenschaft als Regenten ihrer Erblande, insbesondere als Könige von Böhmen und Ungarn, statt der Reichstitel auch erbländisch-österreichische, königlich böhmische bzw. ungarische Titel verleihen; häufig wurden die Titel sowohl fürs Reich als auch für eines der Erblande erteilt. Ein vom Kaiser erteilter Reichsfürstentitel führte allerdings nicht zur Reichsstandschaft (mit Sitz und Stimme im Reichstag), da dieser Status an den Besitz eines reichsständischen Territoriums gebunden war. Solche standen allerdings in den Erblanden selbst nicht zur Verfügung, da es in diesen, zumindest in der Spätzeit, keine reichsunmittelbaren Exklaven mehr gab, weil die Habsburger sie sämtlich an sich gebracht hatten. Daher mussten sich gefürstete Familien der Erblande anderswo um den Erwerb von Territorien mit solchem Status umsehen, wobei sie oft in den territorial zersplitterten Regionen Frankens und Schwabens fündig wurden und bei Aussterben oder Geldnot dortiger reichsständischer Familien zugriffen; die Übertragung eines solchen Fahnlehens durch den Kaiser war dann nur noch eine (allerdings kostspielige) Formalie. Manche Fürstenhäuser brachten es jedoch nie zur Reichsunmittelbarkeit.
Nach dem Ende des Reichs 1806 erfolgten die Verleihungen dann im Kaisertum Österreich und schließlich in Österreich-Ungarn rein erbländisch. Es wurde allerdings 1861, als Ersatz für den Reichstag des Alten Reiches sowie des nachfolgenden Bundestages des Deutschen Bundes, im Zuge konstitutioneller Zugeständnisse der Reichsrat geschaffen, der nach dem Zweikammersystem strukturiert war (Herrenhaus und von den Landtagen beschickte Abgeordnetenkammer). Nach dem Ausgleich mit Ungarn 1867 erhielten die Länder der Stephanskrone Souveränität in der Innenpolitik und einen eigenen Reichstag, während der Österreichische Reichsrat auf Cisleithanien beschränkt wurde. Dessen Oberhaus war das Österreichische Herrenhaus. In diesem hatten (zuletzt) 106 Familien in genau festgelegter Rangfolge einen erblichen Sitz inne, den die jeweiligen Majoratsbesitzer als Oberhäupter der betreffenden Familien (oder Familienlinien) einnahmen. Diese Familien wurden nun als „österreichischer Hochadel“ bezeichnet, obwohl (neben Angehörigen aller drei Abteilungen des Gothaischen Hofkalenders sowie den geistlichen Fürsten) auch zahlreiche „einfache“ gräfliche und sogar freiherrliche Häuser erblich im Herrenhaus saßen, die in keiner der drei fürstlichen Abteilungen, sondern vielmehr in den gothaischen Taschenbuchreihen „gräfliche Häuser“ oder „freiherrliche Häuser“ geführt wurden und werden, also nach „gothaischem“ Verständnis keineswegs dem Hochadel angehören. Der Rechtsbegriff „österreichischer Hochadel“ hat also eine spezielle Bedeutung und deckt sich nicht mit dem oben dargestellten Begriff „Hoher Adel“.
Ähnliches gilt für die „Freien Standesherren“ in Schlesien und den Lausitzen, wo ein ursprünglich durch die (habsburgische) böhmische Krone begründeter Sonderstatus bestimmter Gutsherrschaften in preußischer Zeit zu Sonderrechten führte, jedoch ebenfalls nicht die Zugehörigkeit zu den Reichsständen und damit im 19. Jahrhundert auch nicht zu den „Standesherren des Deutschen Bundes“ und damit zum Hochadel begründete.

## Hochadelsgeschlechter in anderen europäischen Ländern
Im französischen Adel gab es keine Adelsmatrikel (was nicht selten fragwürdige Selbstnobilitierungen oder Rangerhöhungen zur Folge hatte) und wegen der seit dem Hochmittelalter bestehenden Einheitsmonarchie naturgemäß auch keine der Reichsunmittelbarkeit entsprechende Souveränitätsstellung einzelner Familien; die Rangunterschiede im mittelalterlichen Uradel, der gemeinsam mit dem neuzeitlichen Briefadel später in einem einheitlichen Hof- und Titularadel aufging, waren dort folglich einerseits umstrittener, andererseits aber auch deutlich weniger ausgeprägt als im Heiligen Römischen Reich (was sich auch an der durchgängigen Anrede „Monsieur de …“ oder „Madame de …“ ohne weitere Erwähnung des Rangtitels zeigt, die vom einfachen Ritter bis zum Herzog innerhalb des französischen Adels bis heute gebräuchlich ist); dennoch wird man die französischen Herzogs- und Fürstenhäuser (zweifellos die Pairs von Frankreich) dem Europäischen Hochadel (dritter Abteilung) zurechnen, während Marquis, Graf, Vicomte, Baron und Chevalier zum niederen Adel zählen. Entsprechendes gilt für den Italienischen Adel, den Spanischen Adel oder den Russischen Adel. Der Skandinavische Adel kennt – außer den dort regierenden Königshäusern – keinen Hochadel. In Polen betrachtete sich die Szlachta, die Gesamtheit des polnischen Adels, als grundsätzlich gleichrangig; nur widerwillig und ohne Einräumung formeller Vorrechte gestand sie dem – faktisch vorhandenen – Hochadel, nämlich den reichen, zumeist litauischen Dynastengeschlechtern, ab 1569 die Führung ausländischer Fürstentitel zu, dem eigenen Wahlkönig jedoch nicht die Verleihung von Titeln. Völlig anders wiederum sind die Verhältnisse im Britischen Adel, wo die sogenannten Peers (in genauer Rangfolge) dem dortigen „hohen Adel“ zugerechnet werden, nicht aber die Kinder und die jüngeren Linien dieser Familien. Die herzoglichen Titelträger in England, Schottland und Irland (aufgelistet in der Kategorie:Duke) sind dem Europäischen Hochadel (dritter Abteilung) zuzurechnen, während die niedrigeren Peersränge, analog dem zu Frankreich Gesagten, nach „gothaischem“ Maßstab nicht dazugehören. Das letzte erbliche „Dukedom“ (im Unterschied zu „Duchy“, dem Territorium eines regierenden Herzogs) wurde 1889 dem Duke of Fife verliehen, seither nur noch Mitgliedern des Königshauses. In Spanien werden bis heute erbliche Herzogstitel verliehen, etwa an verdiente Politiker, so 1981 an Adolfo Suárez.
Der Papst ist ein regierender europäischer Monarch (bis 1870 im Kirchenstaat, seit 1929 in der Vatikanstadt), wenn auch in einer Wahlmonarchie (wie einst die Kaiser des Heiligen Römischen Reichs oder die polnischen Könige) und daher auch in der I. Abteilung der Bandreihe Fürstliche Häuser seit jeher mit eigenem Artikel aufgeführt. Als Kirchenfürsten hingegen bezeichnete man im Heiligen Römischen Reich die regierenden geistlichen Fürsten und ferner bis heute die Kardinäle, zu denen im Gotha eine Erläuterung über den Geistlichen Fürstenstand enthalten ist, die jedoch dort nicht namentlich gelistet sind. Die Päpste schufen sich ihren eigenen päpstlichen Adel, aus dem sie häufig selbst hervorgingen.

## Souveräne Häuser Europas (Erste Abteilung)
Zu den regierenden oder vormals regierenden europäischen Monarchen zählen die folgenden Dynastien. Die Familiennamen der regierenden Häuser sind in Klammern gesetzt, (†) bedeutet, die Souveränität als Staatsoberhaupt ist erloschen, (††) das Haus ist im Mannesstamm erloschen.
- Albanien (Häuser Zogu und Wied) †
- Anhalt (Askanier) †
- Baden (Haus Baden) †
- Bayern (Wittelsbacher) †
- Belgien (Wettiner der Linie Haus Sachsen-Coburg und Gotha)
- Bonaparte †
- Bourbon (Kapetinger)

Souveränität erloschen in Frankreich: 1830 (Haus Bourbon); 1848 („Julimonarchie“ des Hauses Orléans); Bourbon-Sizilien im Königreich beider Sizilien: 1860; Bourbon-Parma im Herzogtum Parma: 1860 (durch Heirat wiederhergestellt 1964 in Luxemburg); Bourbon-Anjou in Spanien: 1870–1874, wiederhergestellt 1874–1931; erneuter Verlust: 1931–1975; wiederhergestellt 1975; Haus Orléans-Braganza: seit 1891 Thronprätendenten des Kaiserreichs Brasilien † 1889
- Braunschweig-Lüneburg und Hannover (Welfen) †
- Bulgarien (Wettiner der Linie Haus Sachsen-Coburg und Gotha) †
- Dänemark (Haus Schleswig-Holstein-Sonderburg-Glücksburg)
- Großbritannien und Nordirland (Wettiner der Linie Haus Sachsen-Coburg und Gotha bis 1917, danach Umbenennung in Haus Windsor)
- Griechenland (Haus Schleswig-Holstein-Sonderburg-Glücksburg) †
- Hessen (Haus Hessen in den Linien Hessen-Kassel †, Hessen-Darmstadt †, Hessen-Homburg †)
- Holstein (Haus Schleswig-Holstein-Sonderburg-Augustenburg ††, Schleswig-Holstein-Sonderburg-Glücksburg †)
- Italien (Haus Savoyen-Carignan) †
- Jugoslawien (Serbien, Haus Karađorđević) †
- Liechtenstein (Haus Liechtenstein)
- Lippe (Haus Lippe) †
- Luxemburg (Haus Nassau)
- Mecklenburg (Haus Mecklenburg-Schwerin †† , -Strelitz) †
- Niederlande (Haus Oranien-Nassau)
- Monaco (Haus Grimaldi)
- Montenegro (Haus Njegosch) †
- Norwegen (Haus Schleswig-Holstein-Sonderburg-Glücksburg)
- Oldenburg (Haus Oldenburg) †
- Österreich-Ungarn (Haus Habsburg-Lothringen) †
- Papst
- Portugal (Haus Braganza von 1640 bis 1853, Haus Sachsen-Coburg und Gotha von 1853 bis 1910) †
- Preußen sowie Hohenzollern-Hechingen und Hohenzollern-Sigmaringen (Haus Hohenzollern) †
- Reuß ä.L.und j.L. (Haus Reuß) †
- Rumänien (Haus Hohenzollern-Sigmaringen) †
- Russland (Haus Romanow-Holstein-Gottorp) †
- Sachsen (Ernestinisches Haus) (Wettiner der thüringischen Linien Sachsen-Coburg und Gotha, Sachsen-Weimar, Sachsen-Meiningen, Sachsen-Altenburg) †
- Königreich Sachsen (Albertinisches Haus) (Wettiner) †
- Schaumburg-Lippe (Haus Schaumburg-Lippe) †
- Schwarzburg (Haus Schwarzburg) ††
- Schweden (Haus Bernadotte)
- Waldeck (Haus Waldeck) †
- Württemberg (Haus Württemberg) †

Kaiserkrone (Russland)
Königskrone
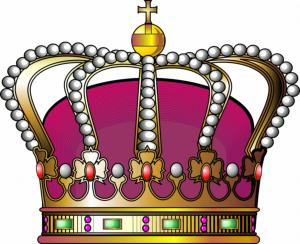
Großherzogskrone
Herzogskrone
Fürstenkrone

## Mediatisierte Häuser des Heiligen Römischen Reichs (Zweite Abteilung)
Zur Zweiten Abteilung zählen diejenigen Geschlechter, die im Heiligen Römischen Reich die Landeshoheit in kleineren Territorien ausübten, somit reichsunmittelbar waren und Sitz und Stimme im Reichsfürstenrat des Reichstags innehatten (Reichsstandschaft). Sie wurden gegen Ende des Alten Reiches um 1806 mediatisiert, verloren somit ihre Souveränität an größere, meist benachbarte Territorien, behielten jedoch ihre Titel, ihren Besitz, einige standesherrliche Sonderrechte und gemäß der Deutschen Bundesakte auch die Ebenbürtigkeit mit den weiter regierenden Häusern der Ersten Abteilung. Die jeweiligen Chefs der noch existierenden standesherrlichen Familien sind seit 1864 bis heute Mitglieder im Verein der deutschen Standesherren. Dessen Präsident ist seit 2016 Maximilian Prinz zu Bentheim-Tecklenburg.
Gesamthäuser sind in der Regel in einem gemeinsamen Wikipedia-Artikel zusammengefasst (ebenso im Gotha), viele von ihnen haben jedoch mehrere Linien, Äste und Zweige gebildet, die im Heiligen Römischen Reich jeweils eigene Territorien regierten (mit dem jeweiligen Inhaber des Fürsten- oder Grafentitels als eigenem „Chef des Hauses“) und deren Standesherrlichkeit daher von ihrer jeweils eigenen Rechtsstellung im Alten Reich abhing. Die noch heute bestehenden (oder zuletzt regierenden) Linien sind hier in Klammern hinzugesetzt, während zahlreiche abgestorbene Linien und Zweige nicht einzeln aufgeführt sind.
(†) bedeutet: Das Geschlecht ist im Mannesstamm erloschen.
- Abensperg und Traun
- Arenberg
- Aspremont-Lynden
- Auersperg
- Bentheim (Bentheim-Tecklenburg und Bentheim-Steinfurt)
- Bentinck
- Bretzenheim † 1863
- Castell (Castell-Castell und Castell-Rüdenhausen)
- Colloredo-Mansfeld
- Croÿ-Dülmen
- Dietrichstein † 1864
- Erbach (Erbach-Erbach, Erbach-Fürstenau, Erbach-Schönberg)
- Esterházy von Galantha
- Fürstenberg
- Fugger (Fugger-Babenhausen, Fugger-Glött, Fugger-Kirchberg)
- Giech † 1938
- Harrach
- Hatzfeldt-Wildenburg † 1941 (Hatzfeldt-Trachenberg: III. Abt.)
- Hohenlohe (Hohenlohe-(Ingelfingen)-Oehringen-(Neuenstein), Hohenlohe-Langenburg, Hohenlohe-Kirchberg † 1861, Hohenlohe-Waldenburg, Hohenlohe-Bartenstein, Hohenlohe-Jagstberg, Hohenlohe-Waldenburg-Schillingsfürst, Ratibor und Corvey)
- Isenburg (Isenburg-Birstein, Ysenburg-Büdingen, Isenburg-Philippseich)
- Kaunitz-Rietberg † 1897
- Khevenhüller-Metsch
- Königsegg-Aulendorf
- Kuefstein
- Leiningen (Leiningen-Amorbach, Leiningen-Westerburg-Altleiningen † 1929, Leiningen-Westerburg-Neuleiningen † 1941, Leiningen-Billigheim † 1925, Leiningen-Heidesheim-Neudenau † 1910)
- Leyen † 1971
- Limburg-Styrum[15]
- Lobkowicz
- Löwenstein-Wertheim (Löwenstein-Wertheim-Freudenberg und Löwenstein-Wertheim-Rosenberg)
- Looz-Corswarem
- Metternich-Winneburg † 1992
- Neipperg
- Oettingen (Oettingen-Spielberg und Oettingen-Wallerstein)
- Orsini-Rosenberg
- Ortenburg
- Ostein † 1809
- Pappenheim
- Platen-Hallermund
- Pückler-Limpurg † 1957
- Quadt zu Wykradt und Isny
- Rechberg-Rothenlöwen
- Rechteren-Limpurg
- Salm (Salm-Salm, Salm-Kyrburg †, Salm-Horstmar, Salm-Reifferscheidt-Dyck †, Salm-Reifferscheidt-Krautheim †, Salm-Reifferscheidt-Raitz)
- Sayn-Wittgenstein (Sayn-Wittgenstein-Hohenstein, Sayn-Wittgenstein-Berleburg, Sayn-Wittgenstein-Sayn)
- Schaesberg
- Schlitz gen. von Görtz
- Schönborn (Schönborn-Wiesentheid, Schönborn-Buchheim)
- Schönburg (Schönburg-Waldenburg, Schönburg-Hartenstein, Schönburg-Glauchau)
- Schwarzenberg
- Sickingen †
- Sinzendorf † 1822
- Solms (Solms-Braunfels, Solms-Hohensolms-Lich, Solms-Laubach, Solms-Baruth, Solms-Rödelheim-Assenheim, Solms-Wildenfels)
- Stadion (Stadion-Warthausen † 1890, Stadion-Thannhausen † 1908)
- Starhemberg
- Sternberg-Manderscheid[16] † 1835 (in reichsfürstlicher Linie)
- Stolberg (Stolberg-Stolberg, Stolberg-Roßla † 1982, Stolberg-Wernigerode)
- Thurn und Taxis
- Toerring[17]
- Trauttmansdorff
- Waldbott von Bassenheim
- Waldburg (Waldburg-Wolfegg-Waldsee, Waldburg-Zeil-Trauchburg, Waldburg-Zeil-Wurzach †, Waldburg-Zeil-Hohenems)
- Waldeck-Limpurg: siehe Bentinck
- Wartenberg-Roth † 1818
- Wied
- Windisch-Graetz
- Wurmbrand-Stuppach
- Ysenburg: siehe Isenburg

## Europäische Titularfürsten und -herzöge (Dritte Abteilung)
Die Häuser der Dritten Abteilung regierten kein eigenes, souveränes Territorium (mit wenigen Ausnahmen), sondern unterstanden einem Landesherrn, von dem sie den Titel eines Herzogs oder Fürsten verliehen bekamen. Zu den bis heute blühenden – oder in jüngerer Zeit im Mannesstamme oder in fürstlicher Linie erloschenen (†) – titularfürstlichen Häusern Europas zählen im Wesentlichen die folgenden Geschlechter:
- Abaschidse (Abashidze)
- Hamilton (Duke of Abercorn)
- Junot (Duc d’Abrantès) († 1982)
- Acquaviva d’Aragona (Herzog von Atri) († 1972)
- Chico de Guzmán y Girón (Duque de Ahumada)
- Fitz-James Stuart (Herzog von Alba, Herzog von Berwick-upon-Tweed, Herzog von Híjar, Herzog von Liria und Jérica, Duque de Aliaga y Castellot, Duque de Almazán, Duque de Arjona, Duque de Huéscar, Duque de Montoro, Duque de Olivares, Duque de Peñaranda de Duero, Duque de la Roca)
- Costa de Sousa de Macedo (Duque de Albuquerque)
- Osorio (Herzog von Alburquerque, Duque de Algete)
- Aldobrandini (des Stammes Borghese)
- López de Carrizosa (Duque de Algeciras)
- Alliata
- Martorell (Duque de Almenara Alta, Duque de Escalona)
- Hoyos (Duque de Almodóvar del Río)
- Martel (Duque de Almodóvar del Valle)
- Altieri († 1955)
- Álvarez de Toledo (Herzog von Medina-Sidonia, Duque de Zaragoza)
- Seoane (Duque de Amalfi)
- Roca de Togores (Duque de Andría)
- Andronikaschwili (Andronikov)
- Walford (Duque de Ansola)
- Antici Mattei (Duca di Giove) (†)
- d’Aquino (Principe di San Severo e di Castelnuovo, Duca di Torremaggiore)
- Falcó (Duque del Arco)
- Solís-Beaumont (Herzog von Arcos)
- Ardore
- Lojendio y Pardo (Duque de Arévalo del Rey)
- Campbell (Duke of Argyll)
- Murray (Duke of Atholl)
- Davout (Duc d’Auerstädt)
- Audiffret-Pasquier
- d’Avalos d’Aquino
- Avaray de Beziade
- Carvajal (Duque de Aveyro)
- Ruiz de Arana (Duque de Baena)
- Bagration (Georgische Bagratiden)
- Cavero de Carondelet (Duque de Bailén)
- del Balzo (Duca di Presenzano, Duca di Caprigliano)
- Barberini-Colonna (von 1728, † 1893)
- Barberini-Colonna-Sacchetti (von 1893) (Principe di Palestrina)
- Da Barbiano (Principe di Belgiojoso) († 1944)
- Barclay de Tolly († 1871)
- Barclay de Tolly-Weymarn († 1964)
- Barjatinski
- Battenberg (Mountbatten)
- Batthyány-Strattmann
- Bauffremont
- Somerset (Duke of Beaufort)
- Beaufort-Spontin
- Beauvau-Craon (Prince de Beauvau, Prince de Craon)
- Russell (Duke of Bedford)
- Alcántara Roca de Togores (Duque de Béjar)
- Ravaschieri Fieschi Pinelli Granito Pignatelli (Fürst von Belmonte)
- Belosselski-Beloserski
- Bernadotte af Wisborg
- Berthier (Prince de Wagram) († 1911)
- Béthune
- Bibescu (Bibesco)
- Biron von Curland
- Bismarck-Schönhausen
- Falcó (Duque de Bivona, Duque de Fernán Núñez)
- Blacas d’Aulps
- Blücher von Wahlstatt
- Boncompagni-Ludovisi (Principi di Piombino)
- Borghese
- Borromeo (Principe di Angera)
- Silva (Duque de Bournonville)
- Cossé-Brissac (Duc de Brissac)
- Hood (Herzog von Bronte)
- Broglie
- Scott (Duke of Buccleuch und Duke of Queensberry)
- Temple-Nugent-Brydges-Chandos-Grenville (Duke of Buckingham and Chandos) († 1889)
- Bülow († 1929)
- Alvares Pereira de Melo (Herzog von Cadaval)
- Caetani und Gaetani dell’Aquila d’Aragona
- Caffarelli († 19. Jhdt.)
- Duque de Calvo Sotelo
- Duque de Canalejas
- Cantacuzino
- Caracciolo
- Caradja
- Carafa
- Caravita (Principe di Sirignano)
- Guerrero-Burgos y Fernández de Córdoba (Herzog von Cardona)
- Carpegna Falconieri
- Carolath-Beuthen
- Carrega Bertolini (Principe di Lucedio)
- Pérusse (Duc des Cars)
- Castelbarco-Albani-Visconti-Simonetta (Principe di Montignano)
- Castellane (Duque de Almazán de Saint Priest)
- Muntadas (Duque de los Castillejos)
- Arróspide (Duque de Castro-Enríquez)
- Sánchez-Navarro (Duque de Castro-Terreño)
- Cattaneo della Volta (Principe di Sannicandro)
- Caumont (Duc de La Force)
- Rougé (Duque de Caylus)
- Centurione-Scotto
- Chastellux (Duc de Rauzan Duras)
- Chigi
- Choiseul-Praslin (Duc de Praslin)
- Clary und Aldringen
- Clermont-Tonnerre
- Collalto
- Colón (Duque de Veragua, Duque de la Vega de la Isla de Santo Domingo)
- Colonna
- Egaña (Duque de la Conquista)
- Corsini
- Cowper (Prinz von Nassau d’Auverquerque) († 1905)
- Czartoryski
- Czetwertyński
- Dadeschkeliani
- Dadiani (Fürst von Mingrelien)
- Dampierre (Duca di San Lorenzo) († 2004)
- Espinosa de los Monteros (Duque de Dato)
- Decazes und Glücksberg (Decazes de Glücksbierg)
- Demidoff di San Donato († 1943)
- Dentice (Principe di Frasso, di San Vito e di Crucoli)
- Cavendish (Duke of Devonshire)
- Dalberg (Großherzog von Frankfurt, Duc de Dalberg) († 1860)
- Dohna-Schlobitten
- Dolgoruky
- Doria (Doria-Pamphilj-Landi)
- del Drago (Principe di Mazzano e Antuni)
- Sackville (Duke of Dorset) († 1843)
- Dschawachischwili (Javakhishvili)
- Drucki-Lubecki
- Beauvau-Craon y Patiño y Borbón (Duque de Dúrcal)
- Elío (Duque de Elío)
- Borja de Soto (Herzog von Escalona, Herzog von Frías)
- Bustos (Duque de Estremera)
- Eulenburg und Hertefeld
- Faucigny-Lucinge
- Goyon (Duc de Feltre)
- Medina (Duque de Feria)
- Fernández de Córdoba (Herzog von Medinaceli, Herzog von Cardona, Duque de Alcalá de los Gazules, Duque de Camiña, Duque de Ciudad Real; Seitenlinie: Duque de Arión, Duque de Cánovas del Castillo; 2013 erloschene Linie: Duque de Denia, Duque de Tarifa; über weibliche Erbfolge an die Familie de Medina gefallene Titel der Fernández de Córdoba: Herzog von Santisteban del Puerto, Herzog von Feria, Duque de Sergobe)
- Fernández-Miranda
- Ferrari (Duca di Galliera, Principe di Lucedio) († 1917)
- Festetics de Tolna
- Franco (Titel 2022 entzogen)
- Carnegie (Duke of Fife)
- Filangeri (Fürsten von Mirto, Santa Flavia und Cutò) (†)
- Fouché d’Otrante
- Frangipani (Duca di Mirabello)
- Gagarin
- Mesía Figueroa (Duque de Galisteo)
- Gallarati Scotti (Principe di Molfetta, Duca di San Pietro in Galatina)
- Gantimurow (Gantimouroff)
- Gelowani
- Giedroyć
- Ginori Conti
- Giustiniani Bandini
- Golizyn (Galitzin)
- Gonzaga di Vescovato
- Alvarez de las Asturias Bohorques (Duque de Gor)
- Gortschakow
- FitzRoy (Duke of Grafton)
- Gramont (Duc de Gramont, Duc de Guiche, Duc de Lesparre)
- Martos (Duque de Granada de Ega)
- Gravina
- Márquez (Duque de Grimaldi)
- Guise (Prince de Lambesc, Duc d’Elbeuf) († 1825)
- Gurieli (in Gurien)
- Douglas (Duke of Hamilton)
- Hanau zu Hořovice (Prinzen von Ardeck)
- Harcourt
- Hardenberg
- Hatzfeldt-Trachenberg
- Henckel von Donnersmarck
- Hercolani
- Hessenstein (†)
- Hochberg (Fürst von Pleß)
- Hohenberg
- Horn (Prince de Hornes) († 1826)
- Hoces (Duque de Hornacuelos)
- Bustos (Duque de Huete)
- Imperiali
- Arteaga (Duque del Infantado, Duque de Francavilla)
- Innhausen und Knyphausen († 1978)
- Jabłonowski
- Khilkoff
- Kinsky
- Kropotkin
- Kurakin
- Bragança e Ligne Sousa (Herzog von Lafões)
- Lamberg († 1862)
- Lancellotti (Massimo Lancellotti)
- Lante Montefeltro della Rovere
- Lancia (Lanza)
- Silva (Duque de Lécera)
- Osborne (Duke of Leeds) († 1964)
- FitzGerald (Duke of Leinster)
- Larios y Fernández de Córdoba (Duque de Lerma)
- Leszczyński
- Leuchtenberg (Haus Beauharnais)
- Lévis-Mirepoix (Duc de Mirepoix, Duque de San Fernando Luis, Fürst von Robecq)
- Lichnowsky
- Lieven
- Ligne
- Zuleta (Duque de Linares)
- Lobanow-Rostowski
- Lónyay
- Lopuchin (Lopukhin)
- Lopuchin-Demidow
- Durfort de Civrac (Duc de Lorges)
- Mendoça (Duque de Loulé)
- Lubomirski
- Lucchesi Palli
- d’Albert (Herzog von Luynes)
- Lwow
- Lynar
- Mac-Mahon (Duc de Magenta)
- Maillé de la Tour-Landry
- Montagu (Duke of Manchester)
- Huerta (Duque de Mandas y Villanueva)
- Manssyrew (Mansyreff, Manssyreff)
- Casanova-Cárdenas (Duque de Maqueda, Duque de Santángelo)
- Walford Hawkins y Borbón (Duque de Marchena)
- Maresca (Duca di Serracapriola)
- Spencer-Churchill (Duke of Marlborough)
- Marmier (Duc de Marmier)
- Marulli
- Massalski
- Masséna d’Essling de Rivoli
- Massimo
- Mastrogiovanni Tasca Filingieri (Principe di Cutò, Duca di San Martino) († 2000)
- Pérez-Maura (Duque de Maura)
- Mavrokordatos
- Medici (Principe di Ottajano, Duca di Sarno)
- González de Gregorio (Duque de Medina Sidonia)
- Meli-Lupi (Principe di Soragna)
- Melzi d’Eril (Duca di Lodi)
- Mensdorff-Pouilly-Dietrichstein († 1964)
- Merode
- Meschtscherski (Meshchersky)
- Milano Franco d’Aragona
- Silva (Duque de Miranda)
- Moctezuma (Duque de Moctezuma de Tultengo)
- Moncada (Principe di Paternò, Principe di Monforte)
- Monroy (Principe di Pandolfina, Principe di San Giuseppe, Duca di Giampilieri)
- Bustos (Herzog von Montalto)
- Vannucci (Duque de Montealegre, 1633)
- Castillejo (Duque de Angio de Montealegre, 1927)
- Lannes (Duc de Montebello)
- Pignatelli de Aragón (Duque de Monteleone)
- Falcó (Duque de Montellano)
- Osorio de Moscoso (Duque de Montemar)
- Montenuovo († 1951)
- Montesquiou-Fezensac
- Montevecchio Martinozzi Benedetti (Duca di Ferentillo) († 2005)
- Montmorency († 1878)
- Graham (Duke of Montrose)
- Morny
- Mortemart: siehe Rochechouart
- Mourousis
- Murat
- Travesedo (Duque de Nájera)
- Napoli (Duca di Resuttano, Duca di Bonfornello)
- Theodoli Braschi (Duque de Nemi)
- Pelham-Clinton (Duke of Newcastle-upon-Tyne) († 1988)
- Ney (Duc d’Elchingen)
- Noailles
- Egaña (Duque de Noblejas)
- Balbo Bertone di Sambuy (Duque de Nochera)
- Fitzalan-Howard (Duke of Norfolk)
- Percy (Duke of Northumberland)
- Notarbartolo (Principe di Sciara e di Castelreale; Principe di Furnari e Duca di Villarosa)
- Obolenski
- Odescalchi
- Oginski
- Orlow
- Orsini
- Osten gen. Sacken
- Ostrogski
- Téllez-Girón (Herzog von Osuna, Herzog von Gandía, Herzog von Arcos, Herzog von Benavente, Duque de Medina de Ríoseco, Duque de Uceda)
- Paar
- Pacelli
- Pálffy
- Pallavicini Rospigliosi
- Sousa Holstein (Herzog von Palmela)
- Granzow de la Cerda (Duque de Parcent)
- Osorio y Malcampo (Duque del Parque)
- Turrisi Grifeo (Principe di Partanna, Principe di Palagonia)
- de la Blanca Finat (Duque de Pastrana)
- Paternò (Duca di Carcaci, Principe di Biscari, di Val di Savoja, Duchi di San Nicola, Duchi di Pozzomauro)
- Perrelli Tomacelli Filomarino (Duca della Torre di Teverolaccio, Principe di Squinzano, Duca di Cutrofiano, Duca della Torre a Mare, Duca di Monasterace, Principe di Boiano)
- Pignatelli (Fürst von Belmonte) (†)
- Barrera y Pérez-Seoane (Duque de Pinohermoso)
- Pironti (Duca di Campagna)
- Solís-Beaumont (Duque de Plasencia)
- Chalençon (Duc de Polignac)
- Poniatowski
- Poniński († 1920)
- Porcia
- Cavendish-Bentinck (Duke of Portland) († 1977)
- Muntadas (Duque de Prim)
- Putbus
- Puzyna
- Radolin
- Radziwiłł
- Rasponi Ottoboni (Duca di Fiano) (†)
- Fernández del Valle (Duque de Regla)
- Repnin
- Munoz (Duque de Riánsares)
- Riario Sforza
- La Chapelle de Saint-Jean de Jumilhac (Duc de Richelieu) († 1952)
- Gordon-Lennox (Duke of Richmond, Duke of Lennox und Duke of Gordon)
- Riquet (Prince de Caraman, Fürst von Chimay)
- Sainz (Duque de Rivas)
- Rochechouart (Herzog von Mortemart)
- La Rochefoucauld
- Rohan (Duc de Rohan, Duc de Montbazon, Duc de Bouillon, Duc de Rochefort, Prince de Guéméné)
- Rohan-Chabot (des Stammes Chabot)
- Romanowsky
- Rospigliosi
- Rosso (des Stammes Hauteville)
- Innes Ker (Duke of Roxburghe)
- Weyler (Duque de Rubí)
- Ruffo di Calabria
- Ruspoli (Principe di Cerveteri, Principe de Poggio Suasa, Duque de la Alcudia, Duque de Sueca)
- Manners (Duke of Rutland)
- Sabran-Pontevès
- Beauclerk (Duke of St. Albans)
- Saldanha
- Sallier de La Tour (Sallier della Torre, Principe di Castelcicala, Duca di Calvello)
- Salviati (des Stammes Borghese)
- Fernández-Villaverde (Duque de San Carlos, Duque de Santo Mauro)
- Sanfelice
- Šantić
- Melgarejo (Duque de San Fernando de Quiroga)
- Sangro (Duca di Sangro, Principe di Fondi)
- Sanguszko
- Osorio (Duque de San Lorenzo de Valhermoso)
- San Martino/Sammartino (Principe del Pardo, Duca di Ramondetto, Duca di Montalbo)
- Castillejo (Duque de San Miguel)
- Medinilla (Duque de San Pedro de Galatino)
- Costa Sanseverino (Principe di Bisignano)
- Márquez (Duque de Santa Cristina)
- Medina (Duque de Santisteban del Puerto)
- Alcázar (Duque de Santo Buono)
- Mitjans (Duque de Santoña)
- Sapieha
- Schachowskoi
- Schirinski
- Schoenaich-Carolath
- Schtscherbakow
- Vilallonga y Martínez de Campos (Duque de Seo de Urgel)
- Serra (Duca di Cassano)
- Barón (Herzog von Sessa, Duque de Atrisco)
- Sforza-Cesarini (Duca di Segni)
- Simonetti (Principe di Musone)
- Seymour (Duke of Somerset)
- Llanza (Duque de Solferino)
- Ruiz de Bucesta y Osorio de Moscoso (Duque de Soma, Duque de Medina de las Torres)
- Somma (Principe di Colle)
- Martínez de Irujo (Duque de Sotomayor)
- Soult (Duc de Dalmatie)
- Soutzo(s)
- Spadafora
- Spinola
- De Spucches (Principe di Galati, Duca di Caccamo e di Santo Stefano)
- Stagno (Principe di Montesalso, di Alcontres e Palizzi)
- Stirbei
- Suchet (Duc d’Albufera)
- Suárez
- Sułkowski
- Egerton (Duke of Sutherland)
- Świrski
- Swjatopolk-Mirski (Svyatopolk-Mirsky, Światopełk-Mirski)
- Silva (Duque de Talalavera de la Reina)
- Talleyrand-Périgord und Sagan
- Mesía (Duque de Tamames)
- Parra Villate (Duque de Tarancón)
- Teck (Herzog von Teck, Marquess of Cambridge)
- Manuel de Vilhena (Herzog von Terceira)
- Cierva (Duque de Terranova)
- O’Donell von Tyrconell (Duque de Tetuán)
- Thun und Hohenstein
- Tomacelli-Filomarino (Herzog von Atri, Duca di Monasterace)
- Tomasi di Lampedusa († 1962)
- Torlonia (Principe di Civitella Cesi)
- Martínez de Campos (Duque de la Torre)
- Tosti (Duca di Valminuta)
- Figueroa (Duque de las Torres, Duque de Tovar)
- La Tour d’Auvergne († 1896)
- La Tour d’Auvergne-Lauraguais (1859)
- La Trémoille († 1933)
- Trigona (Principe di Sant’Elia, Principe di Calvaruso, Duca di Misterbianco, Duca di Gela)
- Trivulzio (Principe di Musocco)
- Trubezkoi
- Tschkotua (Tchkotua, Tchkotoua)
- Pérez de Guzmán (Duque de T’Serclaes)
- Tumanischwili (Tumanow)
- Nasarow(-Tumanow)
- Latorre y Téllez-Girón (Duque de Uceda)
- Uchtomski
- Quirós (Duque de la Unión de Cuba)
- Urach
- Ursel
- Urusov (Ouroussoff)
- Crussol (Herzog von Uzès)
- Narváez (Duque de Valencia)
- Valguarnera (Principe di Niscemi)
- Vanni Calvello (Principe di San Vincenzo, Duca d’Archirafi)
- Ventimiglia
- Montesino-Espartero (Duque de la Victoria)
- Oraá (Duque de la Victoria de las Amezcoas)
- Urzaiz y Azlor de Aragón (Herzog von Villahermosa, Duque de la Palata)
- Visconti (Duca di Modrone, Duca di Grazzano)
- Sánchez de Toca (Duque de Vista Alegre)
- García Loygorri (Duque de Vistahermosa)
- Wassiltschikow (Vassiltchikov)
- Wellesley (Duke of Wellington, Duque de Ciudad Rodrigo)
- Grosvenor (Duke of Westminster)
- Wolkonski
- Woroniecki
- Woronzow (Vorontsov)
- Wrede
- Ypsilantis

Fürstenhut
Französische Herzogskrone
Britische Herzogskrone
Spanische Herzogskrone

## Hoher Adel außerhalb Europas
Es gibt regierende Dynastien und damit Hohen Adel auch außerhalb Europas, beispielsweise das Königshaus der Alawiden in Marokko, der Haschimiten in Jordanien, die Dynastie der Saud, die Said-Dynastie in Oman, die Emire von Bahrain, Katar, Kuwait und der Vereinigten Arabischen Emirate. In Asien herrschen bis heute das Japanische Kaiserhaus (die älteste ununterbrochene Erbmonarchie der Welt, der Legende nach seit 660 vor Christus, urkundlich nachweisbar seit etwa 540 nach Christus), die Chakri-Dynastie in Thailand, die Norodom in Kambodscha (seit 1993 wieder regierend), das Königshaus Wangchuk in Bhutan und die Sultane von Brunei. In Malaysia herrscht eine rotierende Wahlmonarchie von neun Sultansfamilien. Ferner gibt es kleine Königreiche wie Lesotho, Eswatini, Tonga. Das britische Königshaus stellt zugleich auch das Staatsoberhaupt in fünfzehn außereuropäischen Ländern und Territorien, den Commonwealth Realms.
Es gab auch in Europa regierende islamische Herrscherhäuser (die niemals in den „christlichen“ Gotha aufgenommen wurden), beispielsweise das Sultanshaus der Osmanen (das 1453 die im Byzantinischen Reich regierenden Palaiologen vertrieben hatte), die Krim-Khane aus dem Hause Giray oder die albanischen Fürsten Zogu. Zum europäischen Hochadel zählen die russischen Fürstenhäuser, selbst wenn diese vereinzelt nicht-europäischer Herkunft sind, wie die sibirisch-mongolischen Gantimurow.
Ein außereuropäisches christliches Kaiserhaus war die Salomonische Dynastie in Äthiopien. Im Kaiserreich Brasilien regierte von 1822 bis 1889 eine Linie des portugiesischen Königshauses Braganza, während das Erste und Zweite mexikanische Kaiserreich nur kurzlebig waren. Eine historische Kuriosität ist die Aufnahme des 1520 von den Spaniern in Mexiko gestürzten aztekischen Herrscherhauses Moctezuma in den spanischen Hochadel. Zu den ehemals regierenden Häusern zählen ferner die bis 1912 (bzw. 1945) in China herrschende Qing-Dynastie, die Timuriden (bis 1857 Großmoguln von Indien), die Nguyễn-Dynastie in Vietnam oder das erst 2007 gestürzte Königshaus Malla in Nepal. Ferner gab und gibt es in vielen Erdteilen lokale Fürstenfamilien wie die indischen Maharadschas oder die afrikanischen Stammeskönige.